# Митрофанкасы
Митрофанкасы́ (чув. Моççакасси) — деревня в Чебоксарском районе Чувашии. Входит в состав Большекатрасьского сельского поселения.

## География
Расстояние до г. Чебоксары ~ 11 км 255 м, до железнодорожной станции ~ 2 км.
Климат
Умеренно континентальный (с продолжительной холодной зимой и тёплым, иногда жарким летом)
Ближайшие населённые пункты
- д. Большие Катраси ~ 1 км 108 м
- д. Василькасы ~ 1 км 178 м
- ст. Ишлеи ~ 1 км 896 м
- д. Яранкасы ~ 1 км 92 м
- д. Селиванкино ~ 1 км 964 м
- д. Малое Янгильдино ~ 2 км 12 м

Часовой пояс
Деревня Митрофанокасы, как и вся Чувашская Республика, находится в часовой зоне МСК (московское время). Смещение применяемого времени относительно UTC составляет +3:00.

## История
Деревня появилась в XVIII веке как выселок деревни Вторая Янгильдина (ныне деревня Хурынлых). Жители до 1866 года — государственные крестьяне; занимались земледелием, животноводством, кулеткачеством и прочими промыслами. В 1931 году образован колхоз «Парижская коммуна».

## Население
| 2010 | 2012 |
| ---- | ---- |
| 219  | ↗244 |

## Название
Другие названия: Мăтакасси (до 1927 года) — на чувашском языке, исторические названия: Митрофан-касы, Митрофанкин, Мосейкасы, Мосякасы.

## Экономика
Жители деревни в основном заняты в приусадебном хозяйстве (огородничество, скотоводство).
Уличная сеть
Деревня Митрофанкасы состоит из 68 домов и семи улиц: Ленина, Садовая, Полевая, Учительская, Фермская, Лесной переулок, Садовый переулок.